# Припливні рибальські пастки Стілбааї
Припливні рибальські пастки Стілбааї (також відомі як кам'яні пастки Нордкапперпунт) — це стародавні припливні кам'яні пастки з кам'яними садками (африкаанс: visvywers), які зустрічаються в різних місцях на узбережжі Західного Кейпу Південної Африки від Гансбааї до Моссел-Беї.
На східному узбережжі їх лише кілька. На узбережжі Гессеква є кілька скупчень рибальських пасток між Ґоурітсмондом, що за 30 км на схід від Стілбааї, і Вітсандом, що за 35 км на південний захід. Риболовецькі пастки розташовані на межі природного заповідника Скулпієсбай та морської природоохоронної зони Стілбааї. У 2018 році вони були оголошені об'єктом національної спадщини.
Ці риболовецькі пастки побудовані таким чином, що утворюють басейни різного розміру в припливно-відпливній зоні. Вони працюють за принципом, що під час припливу під час весняних припливів під час молодика (тобто темного місяця) риба перепливає через стінки, щоб харчуватися. Коли вода відступає з відпливом, риба опиняється в пастці у вольєрі. Витягти рибу з майже сухої пастки не складає труднощів.

## Доісторичне походження
Риболовецькі пастки Стілбааї — це все ще діючі реліквії з минулого, як недавнього, так і дуже далекого. Більшість існуючих риболовецьких пасток, які ще можна побачити, були побудовані протягом останніх 300 років, деякі з них — у другій половині 20 століття, тоді як інші, за словами Ейвері, можуть датуватися навіть 3000 років тому, але він підкреслює, що це не виключає можливості їхнього ще більш давнього походження.
Еволюція рибальства простягається набагато далі, ніж 3 000 років тому. Аналіз шарів середнього кам'яного віку в печерах Бломбос, Классісрівер, Ді Келдерс, Герольдс-Бей, Сі Харвест і Хоеджіс Пунт показує, що морська їжа, в тому числі риба, була частиною людського раціону вже дуже давно — щонайменше 100 000 років тому.
Одним з найпростіших способів збирання риби був би збір риби, що викидається на берег у природних приливно-відливних басейнах після відпливу. Покращення риболовецьких властивостей приливних басейнів за допомогою декількох вдало розміщених каменів було б логічним наступним кроком, за яким, зрештою, послідували б штучні басейни. Таким чином, хоча точно невідомо, коли виникла традиція будувати й перепаковувати приливні пастки для риби, найімовірніше, вона сягає середнього кам'яного віку (який тривав приблизно від 250 000 до 25 000 років тому).